# Евкаліпт кулястий
Евкаліпт кулястий (Eucalyptus globulus) — вид квіткових рослин родини миртові (Myrtaceae).
Квітка Eucalyptus globulus є квітковою емблемою австралійського штату Тасманія.

## Опис
Вічнозелене дерево, до 45–55(70) м заввишки. Дерево виробляє велику кореневу систему, що в добре дренованих ґрунтах може продовжуватися на кілька десятків метрів навколо дерева, і досягаючи в деяких випадках глибин більш ніж 10 м. Кора лущиться на великі смуги. Широкі листки молодих рослин мають довжину ≈ 6–15 см і вкриті сіро-блакитним восковим нальотом. Листки зрілих рослин вузькі, серпоподібні, блискучі й темно-зелені 15–35 см у довжину. Кремові квітки поодиноко розташовані в пазухах листків і виробляють рясний нектар, який дає сильно ароматизований мед. Плоди деревні, 1.5–2.5 см у діаметрі. Численне дрібне насіння опадає через клапани (від 3 до 6 на плід), які відкриваються на вершині плода.

## Поширення
Австралія — Вікторія, Тасманія, Новий Південний Уельс. Чужоземне поширення в Середземномор'ї та Європі: Франція, Ірландія, Іспанія [вкл. Балеарські острови, Канарські острови], Італія [вкл. Сардинія, Сицилія], Португалія [вкл. Мадейра, Азорські острови], Марокко, Мальта, Закавказзя (Азербайджан, Вірменія і Грузія). Також рослини інтродуковані в південній частині Африки, Новій Зеландії, США (Каліфорнія, Гаваї).
Надає перевагу дещо кислим ґрунтам і водно-болотним угіддям. Проте, добре переносить посуху, оскільки надзвичайно ефективно поглинає воду в ґрунті. Вид уразливий до сильного холоду, постійних туманів і тривалої посухи.

## Використання
Використовується для виробництва товарів із паперової маси. Листя евкаліпта використовуються для виготовлення настоянок, особливо для лікування розладів верхніх дихальних шляхів. Ефірні олії, витягнуті з листя, використовуються в кондитерській промисловості, виробляючи охолоджувальний ефект, схожий на ментол.

## Галерея

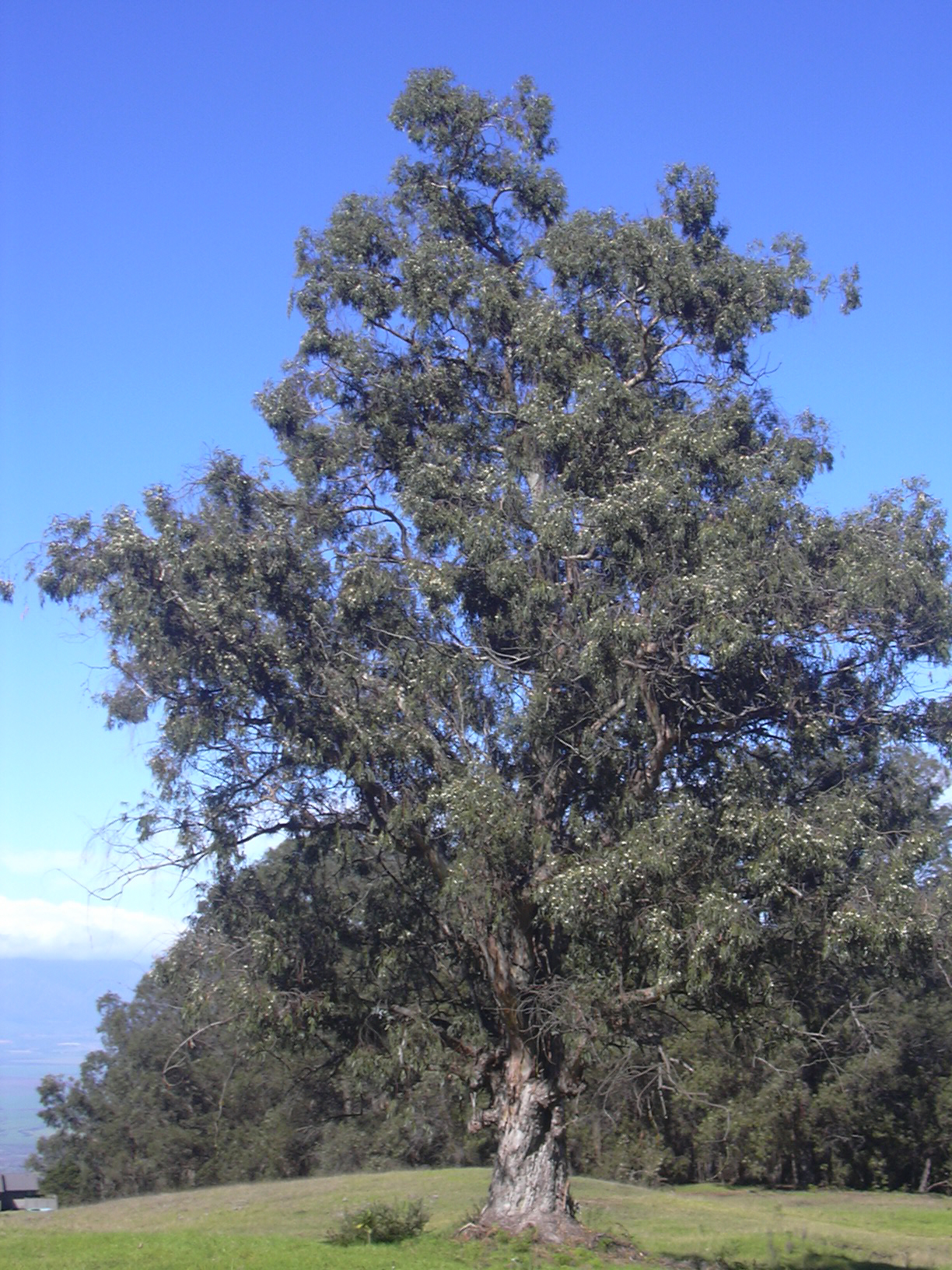
Загальний вигляд
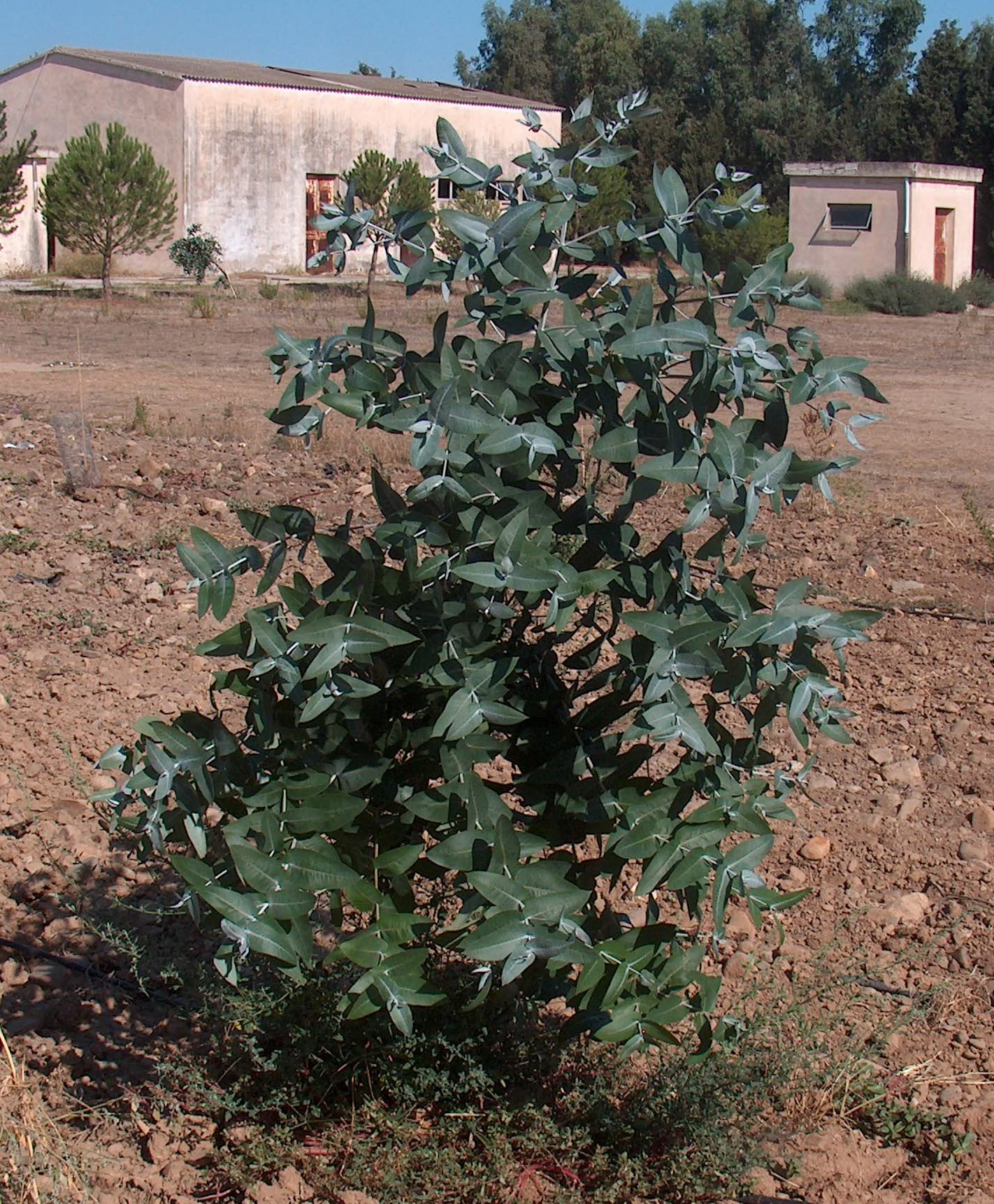
Листя молодої рослини
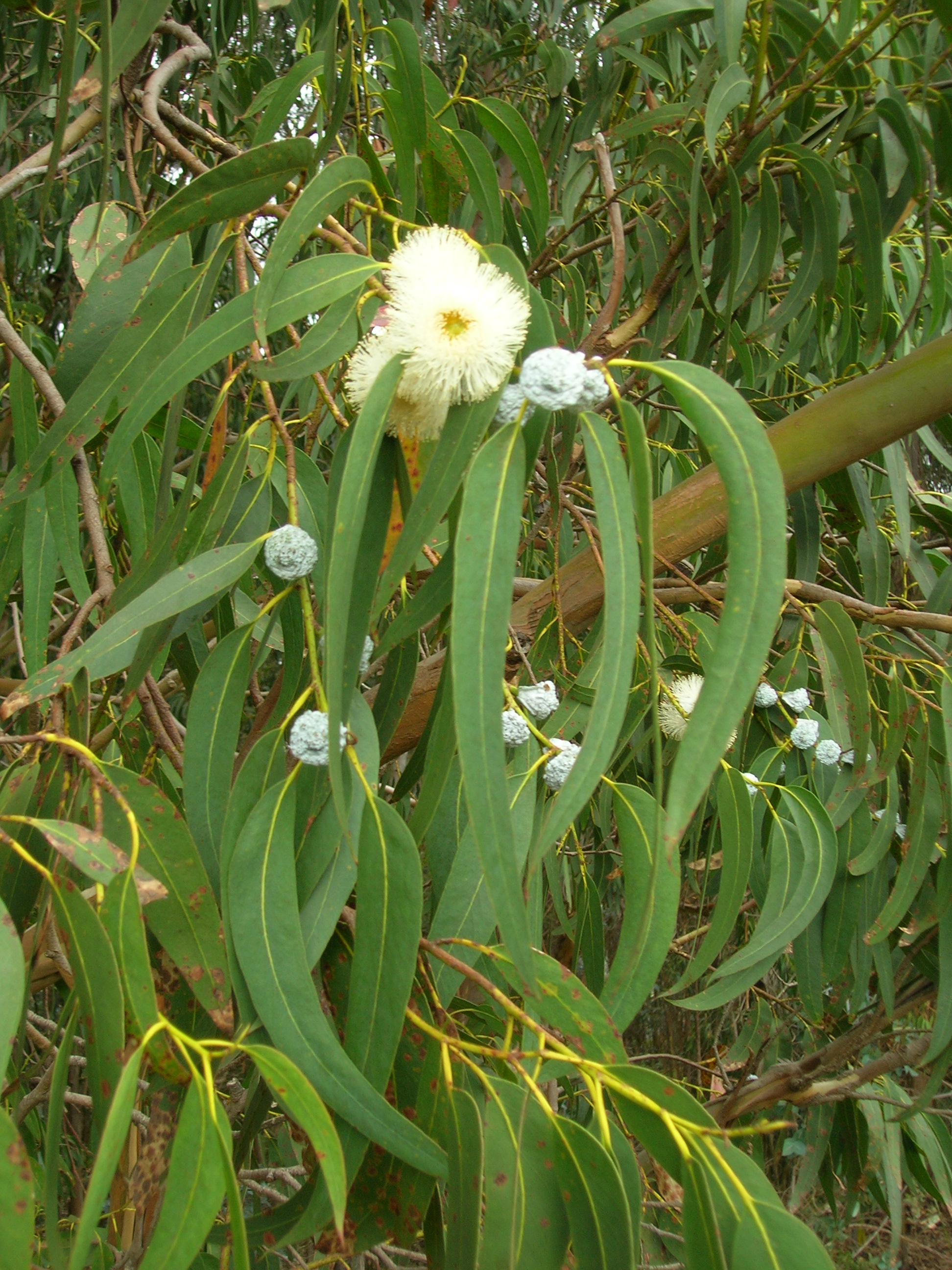
Квіти і листя
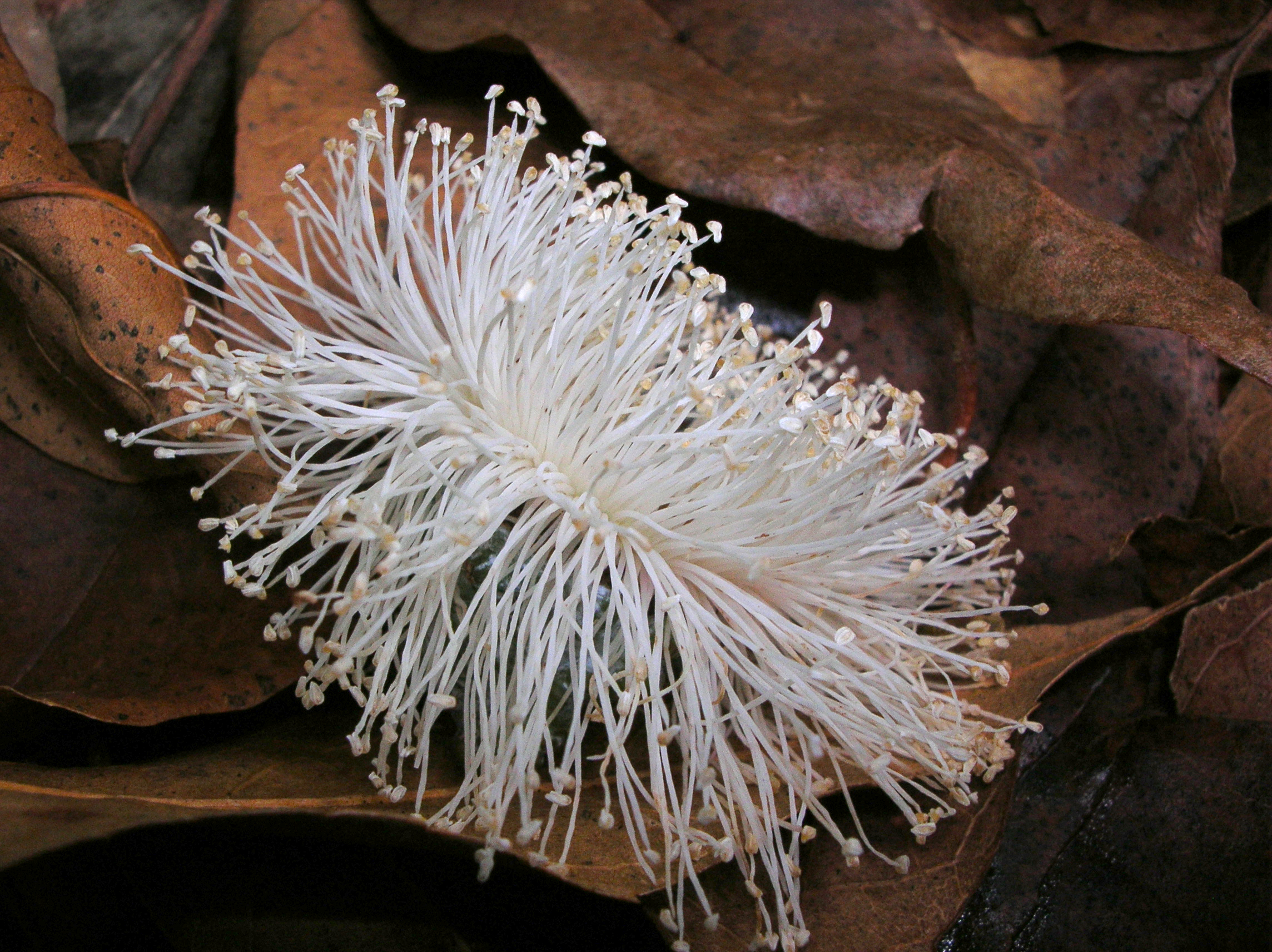
Квітка
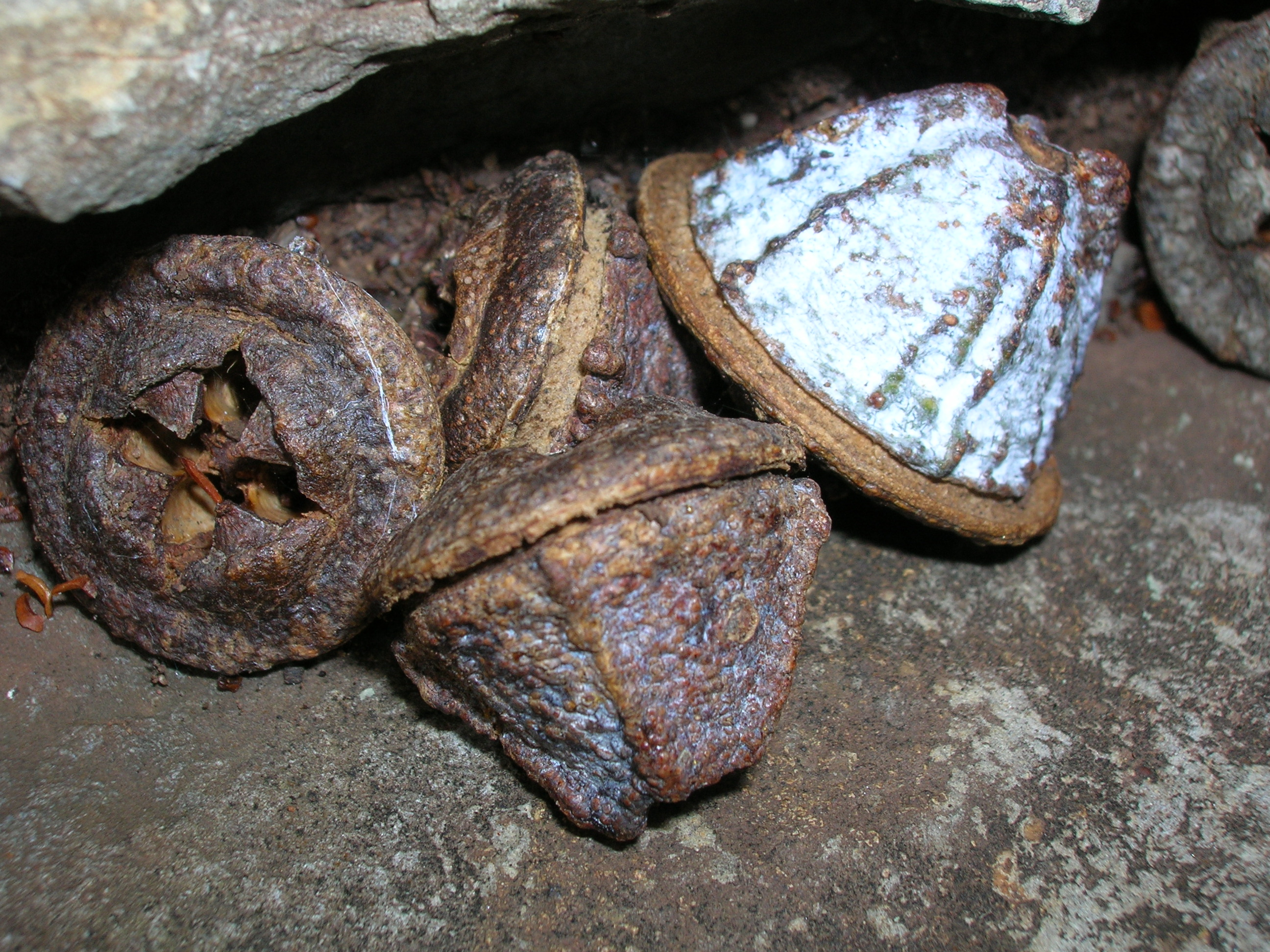
Плоди